# Trichostrongylus retortaeformis
Trichostrongylus retortaeformis är en rundmaskart som först beskrevs av Zeder 1800.  Trichostrongylus retortaeformis ingår i släktet Trichostrongylus och familjen Trichostrongylidae. Arten är reproducerande i Sverige. Inga underarter finns listade i Catalogue of Life.